# Toxonprucha crudelis
Toxonprucha crudelis là một loài bướm đêm trong họ Erebidae.